# Кларксбург (Теннессі)
Кларксбург (англ. Clarksburg) — місто (англ. town) в США, в окрузі Керролл штату Теннессі. Населення — 379 осіб (2020).

## Географія
Кларксбург розташований за координатами 35°51′57″ пн. ш. 88°23′36″ зх. д. / 35.86583° пн. ш. 88.39333° зх. д. (35.865753, -88.393408).  За даними Бюро перепису населення США в 2010 році місто мало площу 5,23 км², уся площа — суходіл. В 2017 році площа становила 5,49 км², уся площа — суходіл.

## Демографія
Згідно з переписом 2010 року, у місті мешкали 393 особи в 168 домогосподарствах у складі 115 родин. Густота населення становила 75 осіб/км².  Було 186 помешкань (36/км²).
Расовий склад населення:
| - 94,1 % — білих - 3,8 % — чорних або афроамериканців |

До двох чи більше рас належало 1,5 %. Частка іспаномовних становила 0,5 % від усіх жителів.
За віковим діапазоном населення розподілялося таким чином: 19,8 % — особи молодші 18 років, 62,1 % — особи у віці 18—64 років, 18,1 % — особи у віці 65 років та старші. Медіана віку мешканця становила 46,2 року. На 100 осіб жіночої статі у місті припадало 93,6 чоловіків;  на 100 жінок у віці від 18 років та старших — 90,9 чоловіків також старших 18 років.
Середній дохід на одне домашнє господарство  становив 49 748 доларів США (медіана — 40 000), а середній дохід на одну сім'ю — 62 647 доларів (медіана — 59 531). Медіана доходів становила 36 429 доларів для чоловіків та 31 875 доларів для жінок. За межею бідності перебувало 7,8 % осіб, у тому числі 9,4 % дітей у віці до 18 років та 4,7 % осіб у віці 65 років та старших.
Цивільне працевлаштоване населення становило 158 осіб. Основні галузі зайнятості: виробництво — 25,9 %, освіта, охорона здоров'я та соціальна допомога — 13,3 %, роздрібна торгівля — 11,4 %, будівництво — 10,8 %.